# 9012Live: The Solos
9012Live: The Solos è il terzo album dal vivo del gruppo di rock progressivo inglese Yes.

## Storia
Fu pubblicato sulla scia del grande successo dell'album 90125, che raccoglie alcuni episodi del successivo tour. La formazione dunque è ancora quella denominata informalmente "Yeswest", con Trevor Rabin alla chitarra e Tony Kaye alle tastiere. Come il titolo suggerisce, l'album contiene gli assoli dei cinque musicisti, con l'aggiunta delle versioni live di due brani di 90125, Hold On e Changes.
L'assolo di Jon Anderson è Soon, sezione finale di Gates of Delirium dall'album Relayer, già pubblicato a sé stante come singolo. Il batterista Alan White e il bassista Chris Squire duettano in Whitefish, brano che rappresenta una riedizione dell'assolo di Squire The Fish (Schindleria Praematurus), dall'album Fragile e già apparso dal vivo nel primo live del gruppo, Yessongs; al tema di The Fish viene però affiancato un medley di altri temi di basso notevoli della discografia Yes, Tempus Fugit (da Drama) e Sound Chaser (da Relayer), con l'aggiunta di un riferimento da parte di Trevor Rabin a Siberian Khatru (da Close to the Edge). Squire ha un'altra traccia solista, Amazing Grace, un brano tradizionale da lui riarrangiato (una versione in studio dello stesso brano si trova nel cofanetto Yesyears). Il brano di Rabin Solly's Beard, rivela il virtuosismo del chitarrista sudafricano alle prese con suoni più "acustici" di quelli sottoposti a overdrive che caratterizzavano il suo contributo in 90125. L'assolo di Tony Kaye include un riferimento classico (a Bach).

## Tracce
1. Hold On (Trevor Rabin/Chris Squire/Jon Anderson) - 6:44
2. Si (Tony Kaye) - 2:31
3. Solly's Beard (Trevor Rabin) - 4:45
4. Soon (Jon Anderson) - 2:08
5. Changes (Trevor Rabin/Jon Anderson/Alan White) - 6:58
6. Amazing Grace (brano tradizionale arrangiato da Chris Squire) - 2:14
7. Whitefish (Chris Squire/Alan White) - 8:33

9012Live: The Solos (Atco 790 474) raggiunse la posizione #44 nel Regno Unito e #81 negli Stati Uniti.

## Formazione
- Jon Anderson: voce
- Chris Squire: basso, seconde voci
- Trevor Rabin: chitarra, voce
- Tony Kaye: tastiere
- Alan White: batteria, seconde voci